# 北小店乡
北小店乡，是中华人民共和国山西省太原市阳曲县下辖的一个乡镇级行政单位。2021年4月，撤销北小店乡，整建制并入西凌井乡。

## 行政区划
北小店乡下辖以下地区：
北小店村、大卜村、神堂沟村、海子湾村、箭杆村、六固村和扫峪村。